# Broadway

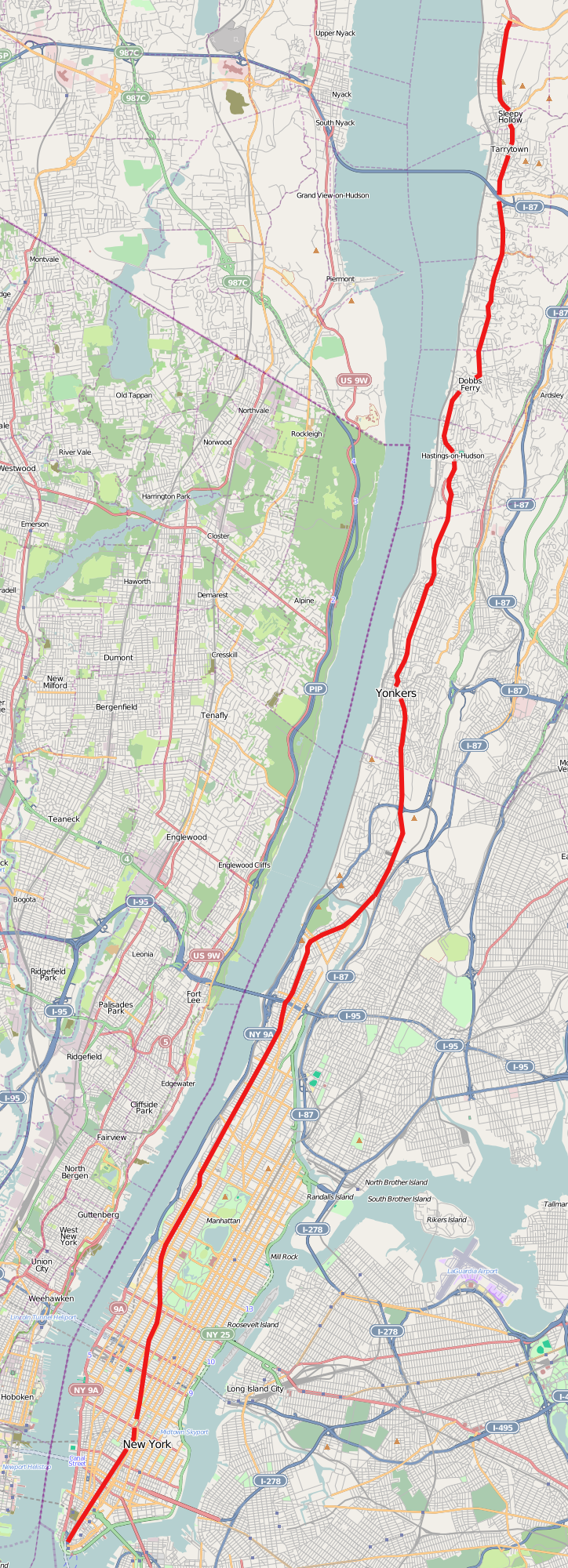
A Broadway térképvázlata

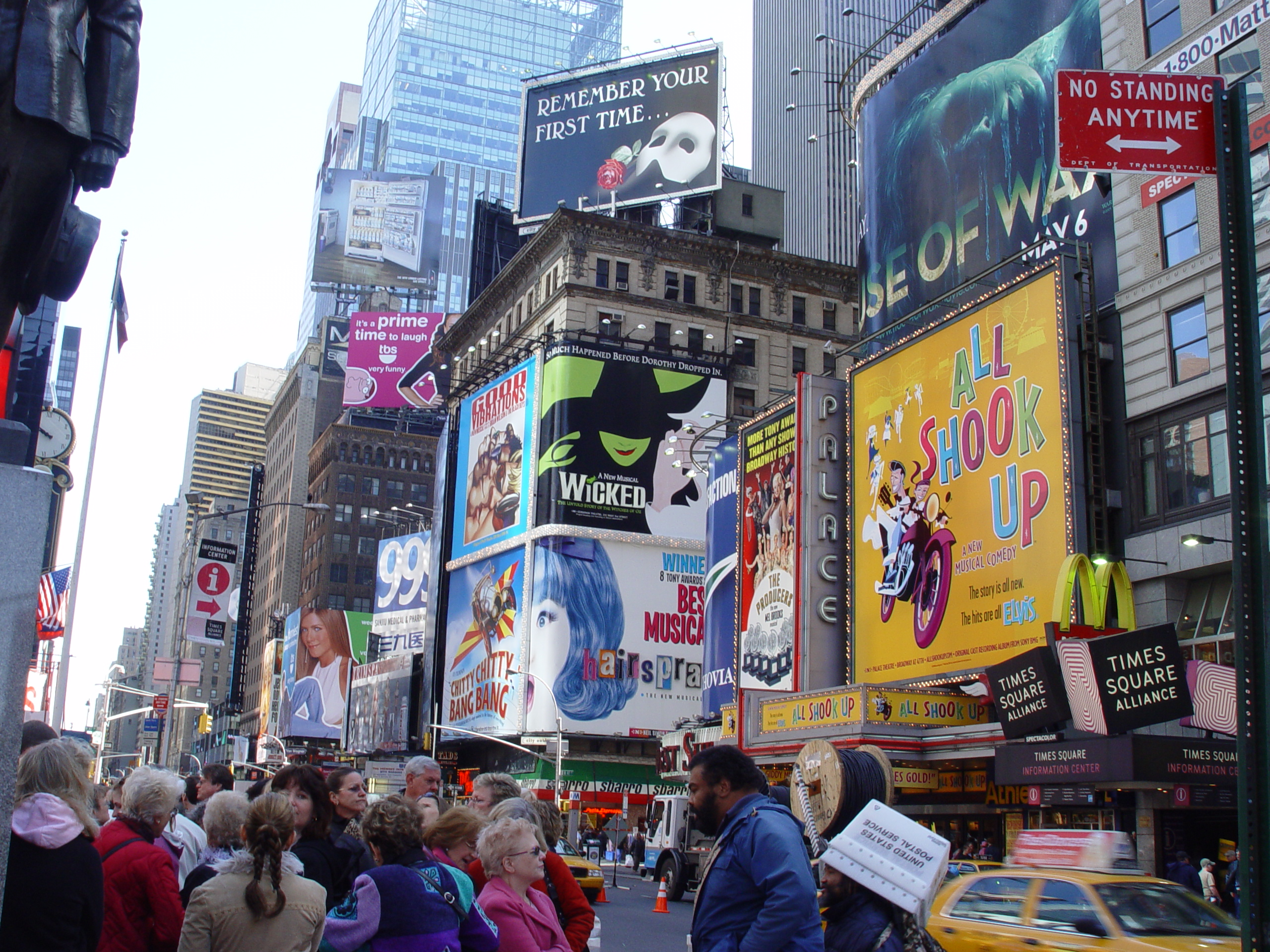
Broadway plakáterdeje

A Broadway (magyarul: széles út) széles sugárút New Yorkban. Annak ellenére, hogy a városban több ilyen nevű utca is van, általában a Manhattan Streetet értik alatta. Ez a legrégebbi észak–déli irányú főútvonal a városban. A Broadway elnevezés a holland Brede weg kifejezés szó szerinti angol fordítása. A Broadway és környéke az amerikai színjátszás központjaként ismert világszerte.

## Története
A Broadway eredetileg egy Wickquasgeck nevű ösvény volt a sűrű bozóttal benőtt Manhattanen keresztül az amerikai őslakosok számára. Az ösvény összevissza kanyargott a mocsaras és sziklás vidéken a Manhattan sziget egész hosszúságában. Ahogy a hollandok megérkeztek, az ösvény egy csapásra a legfontosabb útvonal lett keresztül a szigeten a New Amsterdam-iak számára. A holland felfedező és vállalkozó, David de Vries említi meg először 1642-ben. A hollandoktól a „Heerestraat” nevet kapta. A 18. században a Wall Streetig tartott, ahonnan az Eastern Post Road halad tovább az East Side-on, és a Bloomingdale Road a sziget nyugati részén. A 19. században a Bloomingdale Road kiszélesített és kikövezett részét a „Boulevard”-nak hívták, de a század vége óta az egész utat Broadwaynek nevezik.